# Kurczątki
Kurczątki [pronunciación en polaco: /kurˈt͡ʂɔntki/] (en alemán: Kurziontken, 1938-45: Seeland) es un pueblo ubicado en el distrito administrativo de Gmina Prostki, dentro del Distrito de Ełk, Voivodato de Varmia y Masuria, en Polonia del norte. Se encuentra aproximadamente a 9 kilómetros al suroeste de Prostki, a 20 kilómetros al sur de Ełk, y a 122 kilómetros al este de la capital regional Olsztyn.
Antes de 1945, el área fue parte de Alemania (Prusia Oriental).